# 奈木野聖也
奈木野 聖也（なぎの せいや、1999年8月10日 - ）は、キリンプロ大阪オフィスに所属していた日本の元子役。

## 出演

### CM
- ユニバーサル・スタジオ・ジャパン（2005年）
- 日商エステム（2006年）
- イズミヤ（2006年・2007年）[1]
- スタジオアリス（2007年）

### テレビ番組
- クチコミぃ!?〜はじめての晩ごはん〜SP（テレビ大阪、2005年）
- おはよう朝日です（朝日放送、2007年）

### テレビドラマ
- 芋たこなんきん（NHK大阪放送局）

### 舞台
- 明日への扉〜夢にむかって〜（門真市民文化会館ルミエールホール 小ホール[2]、2006年） - けん 役

### ウェブサイト
- リクナビ（リクルート、2006年）

### ビデオパッケージ
- ポケットモンスター（2007年）

## モデル活動

### スチール
- 髙島屋（2005年）
- フェリシモ（2006年） - 小冊子モデル
- シャープ 冷蔵庫（2006年）
- ムトウ（2006年） - カタログモデル
- 西松屋（2006年）
- イズミヤ（2007年）

### ショー
- スタジオアリス（2007年） - ファッションショーモデル